# UFC 7
UFC 7: The Brawl in Buffalo è stato un evento di arti marziali miste organizzato dall'Ultimate Fighting Championship l'8 settembre 1995 al Memorial Auditorium a Buffalo, New York.  L'evento è stato visto dal vivo in pay per view negli Stati Uniti e successivamente pubblicato su home video.

## Storia
UFC 7 prevedeva un torneo a otto uomini, un incontro per lo UFC Superfight Championship tra il campione in carica dell'UFC Ken Shamrock e il vincitore del torneo UFC 6 Oleg Taktarov e tre incontri alternativi, che non sono stati mostrati nella trasmissione live pay-per-view. Il torneo non aveva classi di peso o limiti di peso. Ogni partita non prevedeva turni, ma per i quarti di finale e le semifinali del torneo è stato imposto un limite di tempo di 20 minuti. Le finali del torneo e del Superfight avevano un limite di tempo di 30 minuti e, se necessario, cinque minuti supplementari.
Coerentemente con i primi eventi dell'UFC, il limite di tempo non è stato rispettato poiché il Superfight prevedeva solo tre minuti di straordinario, forse a causa dei limiti di tempo del pay-per-view. Indipendentemente da ciò, lo spettacolo è durato tre ore in pay-per-view, impedendo ad alcuni spettatori di vedere la partita finale. L'arbitro per la carta principale era 'Big' John McCarthy. Michael Buffer è stato l'annunciatore ospite per la serata. Taimak ha arbitrato gli incontri preliminari sulla card.
Michael Buffer annunciò erroneamente che il Buffalo Memorial Auditorium era la casa dei Buffalo Bills.  In effetti, era la casa dei Buffalo Sabres.
Marco Ruas ha vinto il torneo sconfiggendo Paul Varelans.
Questo è stato il primo evento UFC a svolgersi nello stato di New York. Dopo l'evento, le arti marziali miste erano illegali a New York, il che proibiva all'UFC o a qualsiasi altra promozione di organizzare ulteriori eventi MMA nello stato; ci vorrebbero due decenni e un notevole sforzo di lobbying per approvare una legislazione che consenta lo sport. L'UFC non avrebbe organizzato un altro evento nello stato fino all'UFC 205 a New York 21 anni dopo; la promozione è poi tornata a Buffalo con UFC 210 nell'aprile 2017.

## Risultati
- Eventuale ripescaggio nel torneo:  Scott Bessac contro  David Hood

Bessac sconfisse Hood per sottomissione (Guillottine Choke) a 0:31.
- Eventuale ripescaggio nel torneo:  Onassis Parungao contro  Francesco Maturi

Parungao sconfisse Maturi per sottomissione (colpi) a 5:26.
- Eventuale ripescaggio nel torneo:  Joel Sutton contro  Geza Kalman

Sutton sconfisse Kalman per KO tecnico (ferita) a 0:48.
- Quarti di finale del torneo:  Marco Ruas contro  Larry Cureton

Ruas sconfisse Cureton per sottomissione (heel hook) a 3:23.
- Quarti di finale del torneo:  Remco Pardoel contro  Ryan Parker

Pardoel sconfisse Parker per sottomissione (Choke) a 3:05.
- Quarti di finale del torneo:  Mark Hall contro  Harold Howard

Hall sconfisse Howard per sottomissione (colpi) a 1:41.
- Quarti di finale del torneo:  Paul Varelans contro  Gerry Harris

Varelans sconfisse Harris per sottomissione (gomitate) a 1:07.
- Semifinale del torneo:  Marco Ruas contro  Remco Pardoel

Ruas sconfisse Pardoel per sottomissione a 12:27.
- Semifinale del torneo:  Paul Varelans contro  Mark Hall

Varelans sconfisse Hall per sottomissione (keylock) a 1:04.
- Finale del torneo:  Marco Ruas contro  Paul Varelans

Ruas sconfisse Varelans per KO tecnico (colpi) a 13:17 e vinse il torneo UFC 7.
- Incontro per il titolo Superfight:  Ken Shamrock (c) contro  Oleg Taktarov

Shamrock e Taktarov terminarono l'incontro in parità dopo 33 minuti di lotta e Shamrock mantenne il titolo UFC Superfight.